# Близка въздушна поддръжка
Близката военна поддръжка е тактика, при която военновъздушните сили подпомагат сухопътните, нанасяйки удари по близко разположени до тях цели.
Тя може да се осъществява от самолети или хеликоптери с използване на различни оръжия, като бомби, ракети, реактивни снаряди, автоматични оръдия, картечници. Близостта на целите със собствените сухопътни части изисква изключително добра координация между въздушните и наземни сили.